# Lord Speaker

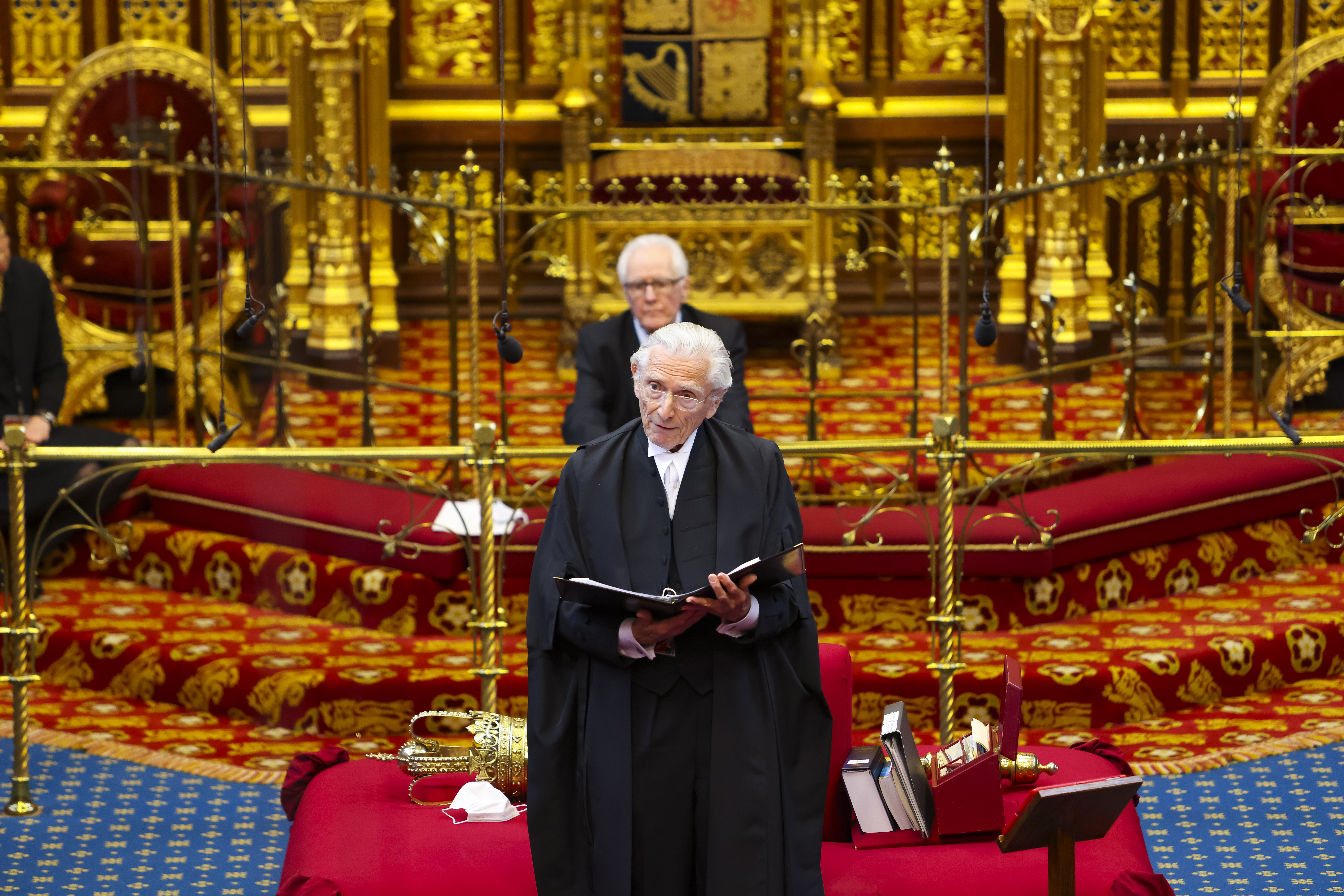
Lord Speaker Lord Fowler talar från Woolsack 2021. Bakom honom skymtar Ceremonial mace

Lord Speaker of the House of Lords är överhusets talman, ordförande och högsta auktoritet i Storbritanniens parlament. Ämbetet kan jämföras med talmannen i underhuset: Lord Speaker väljs av ledamöterna i överhuset och förväntas vara politiskt opartisk.
Fram till juli 2006 var det lordkanslern som var ordförande i överhuset. Enligt 2005 års lag om konstitutionell reform (Constitutional Reform Act 2005) blev posten som talman i överhuset (som det kallas i lagen) ett separat ämbete, vilket gjorde det möjligt för någon annan än lordkanslern att inneha ämbetet. Lordkanslern fortsatte att fungera som talman i överhuset under en övergångsperiod efter det att lagen hade antagits, medan överhuset övervägde nya arrangemang om talmansposten.
Den nuvarande Lord Speaker är John McFall, baron McFall av Alcluith. Hittills har fyra personer innehaft rollen.

## Historia
År 2003, efter beslutet att dela upp de roller som innehades av Lordkanslern (ursprungligen var premiärminister Blairs mål att avskaffa ämbetet helt och hållet), granskade ett särskilt utskott i överhuset det föreslagna nya ämbetet för dess presiderande ämbetsman, inklusive titeln för den valda talmannen i överhuset. I enlighet med deras rekommendationer utnämndes den nya talmannen till "Lord Speaker", och antalet vice talmän har minskat från 25 till tolv. "Lord Speaker" valdes delvis för att den redan användes i Standing Orders och Companion.

### Funktioner
Lord Speakers huvuduppgifter är att inneha ordförandeskapet vid debatter som hålls i överhusets kammare, att ge råd till överhuset om procedurregler, att ta formellt ansvar för säkerheten i de delar av Westminsterpalatset som ockuperas av överhuset och dess ledamöter, att föra överhusets talan vid ceremoniella tillfällen och att företräda överhuset som dess ambassadör i Storbritannien och utomlands.
Rollen har mindre makt än talmannen i underhuset. Överhuset är till stor del självstyrande, och dess talman har traditionellt sett spelat en mindre aktiv roll i debatterna än underhusets talman. Till exempel, till skillnad från underhusets talman, kallar Lord Speaker inte kammaren till ordningen, bestämmer vem som ska tala när två personer reser sig samtidigt, beslutar i ordningsfrågor, disciplinerar ledamöter som bryter mot kammarens regler eller väljer ut ändringsförslag till lagförslag – alla dessa funktioner utförs av överhuset som helhet. På samma sätt riktar sig talen i underhuset direkt till talmannen, medan talen i överhuset riktar sig till kammaren som helhet. Det vill säga, talen börjar med "My Lords" i stället för "Mr Speaker". I praktiken är den enda uppgiften för Lord Speaker i kammaren att formellt lägga fram frågan för omröstning, att tillkännage resultatet av en omröstning och att göra vissa tillkännagivanden till kammaren (t.ex. att tillkännage en ledamots död). Lord Speaker kan också avsluta ajourneringen av kammaren (eller "återkalla" kammaren) under ett allmänt nödläge.
Lord Speaker har övertagit de flesta av de uppgifter som Lordkanslern tidigare hade i samband med sin parlamentariska roll. Lordkanslern fortsätter dock att överlämna talet till kungen under öppnandet av parlamentet och representerar regeringen i samband med detta. När pärer debatterade inrättandet av ämbetet debatterades det om huruvida den nye Lord Speaker skulle ha ytterligare befogenheter och ansvar som lordkanslern inte har vilket i slutändan avgjordes nekande.
Debatten förnyades med förslag som lades fram av en ledargrupp (en ad hoc-kommitté) under ledning av Alastair Goodlad. Förslagen innebär bland annat att Lord Speakerv under frågestunden och ministeruttalanden ska få ta på sig rollen att ge råd till kammaren om vilket parti som ska tala härnäst när det uppstår en tvist. Ledaren för överhuset, en minister i regeringen, sköter för närvarande denna uppgift. Beslutet om vem som skulle tala skulle i slutändan ligga kvar hos överhuset. Ett liknande förslag lades fram av den kommitté som först diskuterade den nya myndigheten. Ett annat alternativ skulle ge Lord Speaker ännu mer makt under frågestunden, men det rekommenderades inte av ledargruppen. Gruppens rapport har ännu inte godkänts.
I likhet med talmannen i underhuset, men till skillnad från lordkanslern (som också var domare och minister i regeringen), förväntas Lord Speaker förbli opartisk under sin ämbetstid. Vid val avstår Lord Speaker från partipiskan eller crossbenchoch samt vissa utomstående intressen för att koncentrera sig på att vara en opartisk presiderande ämbetsman.

## Val
Lord Speaker väljs för en period på högst fem år och kan tjänstgöra i högst två mandatperioder. Valet förrättas med hjälp av den alternativa röstningsmetoden. Enligt ändringar som trädde i kraft den 3 maj 2011 ska val hållas senast den 15 juli det sista året av en mandatperiod, och den nya mandatperioden ska börja den 1 september. När Helene Hayman, baronessa Hayman, valdes till den första Lord Speaker, tillkännagav Clerk of the Parliaments (Överhusets högste tjänsteman) resultatet, och Lordkanslern tillkännagav drottningens bekräftelse av valet. Den sålunda valda Lord Speaker ersatte sedan Lordkanslern på Woolsack.

## Ceremonier och förmåner

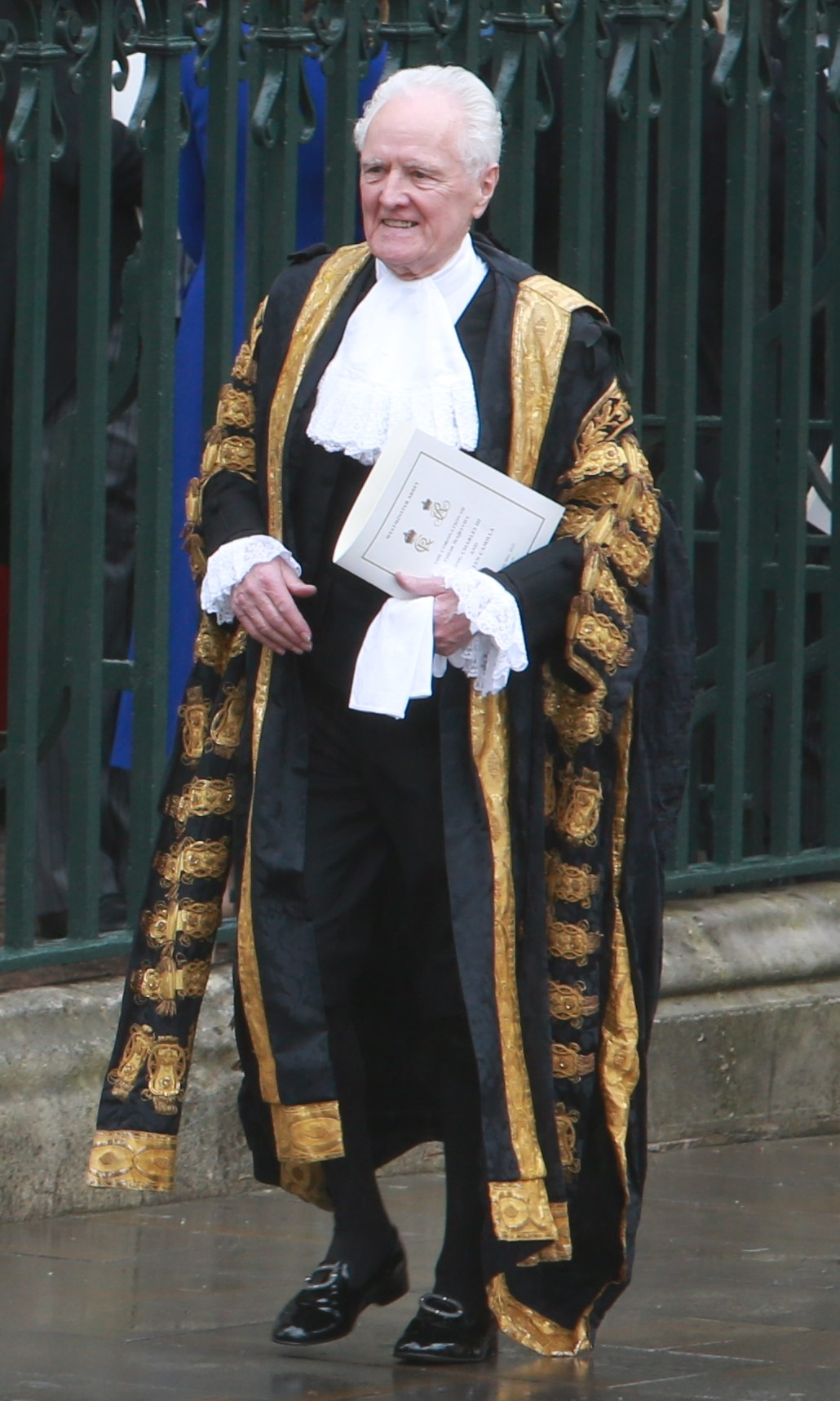
McFall i full statsdräkt (men utan peruk) 2023

Genom kunglig fullmakt den 4 juli 2006, förklarade drottningen att Lord Speaker skulle ha rang och företräde omedelbart efter talmannen i underhuset. Lord Speaker tjänar en lön på 104 360 pund, mindre än talmannen i underhuset, även om talmannen i underhusets lön inkluderar 81 932 pund som betalas för att vara parlamentsledamot. Lord Speaker har, liksom talmannen i underhuset, rätt till en förmånslägenhet i parlamentsbyggnaden.
Liksom lordkanslern bär lordtalmannen hovdräkt med en enkel svart sidendräkt när han presiderar i överhuset och en svart ceremoniell dräkt i sidendamast och guldgaloner vid statliga tillfällen. Hittills har innehavare av ämbetet valt att inte bära peruk, som lordkanslern tidigare gjorde, även om de har möjlighet. När Lord Speaker leder debatter sitter han på Woolsack.
Före varje dags sammanträde i överhuset deltar talmannen i en procession som går från Lord Speakers residens till överhusets kammare. Lord Speaker föregås av Deputy Serjeant-at-Arms eller Principal Doorkeeper of the House (som bär den ceremoniella spiran). Till processionen ansluter sig Black Rod. Tillsammans rör de sig genom lobbyn, går in i kammaren och avslutar med att gå upp mot Woolsack. Spiran placeras på Woolsack, där Lord Speaker sitter efter att en biskop har lett huset i bön.
När regenten utser Lords Commissioners för att utföra vissa åtgärder på hans eller hennes vägnar (t.ex. att öppna eller upplösa parlamentet, eller formellt förklara kungligt samtycke) är Lord Speaker en av dem. De andra lordkommissionärerna är, enligt konvention, Leader of the House (som har fungerat som den främste kommissionären sedan Lordkanslerns funktioner överfördes till Lord Speaker), ledarna för de andra två stora partierna i överhuset och Convenor of the Crossbenches.
När nya pärer introduceras i överhuset skakar de hand med talmannen efter att ha svurit eden (eller avgett en bekräftelse).

## Lista över Lord Speakers
| Bild | Name (född–död)                                   | TjänstetidVald   | TjänstetidVald  | Tidigare parti | Tidigare parti | Ref |
| ---- | ------------------------------------------------- | ---------------- | --------------- | -------------- | -------------- | --- |
|      | Helene Hayman, baroness Hayman (född 1949)        | 4 juli 2006      | 31 augusti 2011 | Labour         | [ 7 ]          |     |
| 2006 | Helene Hayman, baroness Hayman (född 1949)        |                  |                 | Labour         | [ 7 ]          |     |
|      | Frances D'Souza, baroness D'Souza (född 1944)     | 1 september 2011 | 31 augusti 2016 | Crossbench     | [ 8 ]          |     |
| 2011 | Frances D'Souza, baroness D'Souza (född 1944)     |                  |                 | Crossbench     | [ 8 ]          |     |
|      | Norman Fowler, baron Fowler (född 1938)           | 1 september 2016 | 30 april 2021   | Konservativ    | [ 9 ]          |     |
| 2016 | Norman Fowler, baron Fowler (född 1938)           |                  |                 | Konservativ    | [ 9 ]          |     |
|      | John McFall, baron McFall av Alcluith (född 1944) | 1 maj 2021       | Nuvarande       | Labour         | [ 10 ]         |     |
| 2021 | John McFall, baron McFall av Alcluith (född 1944) |                  |                 | Labour         | [ 10 ]         |     |